# Çubuk
Çubuk este un oraș din Turcia.